# Сезон затемнень

Земля обертається навколо Сонця, а площина орбіти Місяця (нахилена на 5 градусів до площини орбіти Землі) приблизно зберізає свою орієнтацію. Приблизно раз на пів року Сонце проходить через один з вузлів орбіти Місяця, і тоді настає сезон затемнень, у якому сонячне затемнення може статися у фазу нового місяця, а місячне затемнення може відбутися у фазу повного місяця.

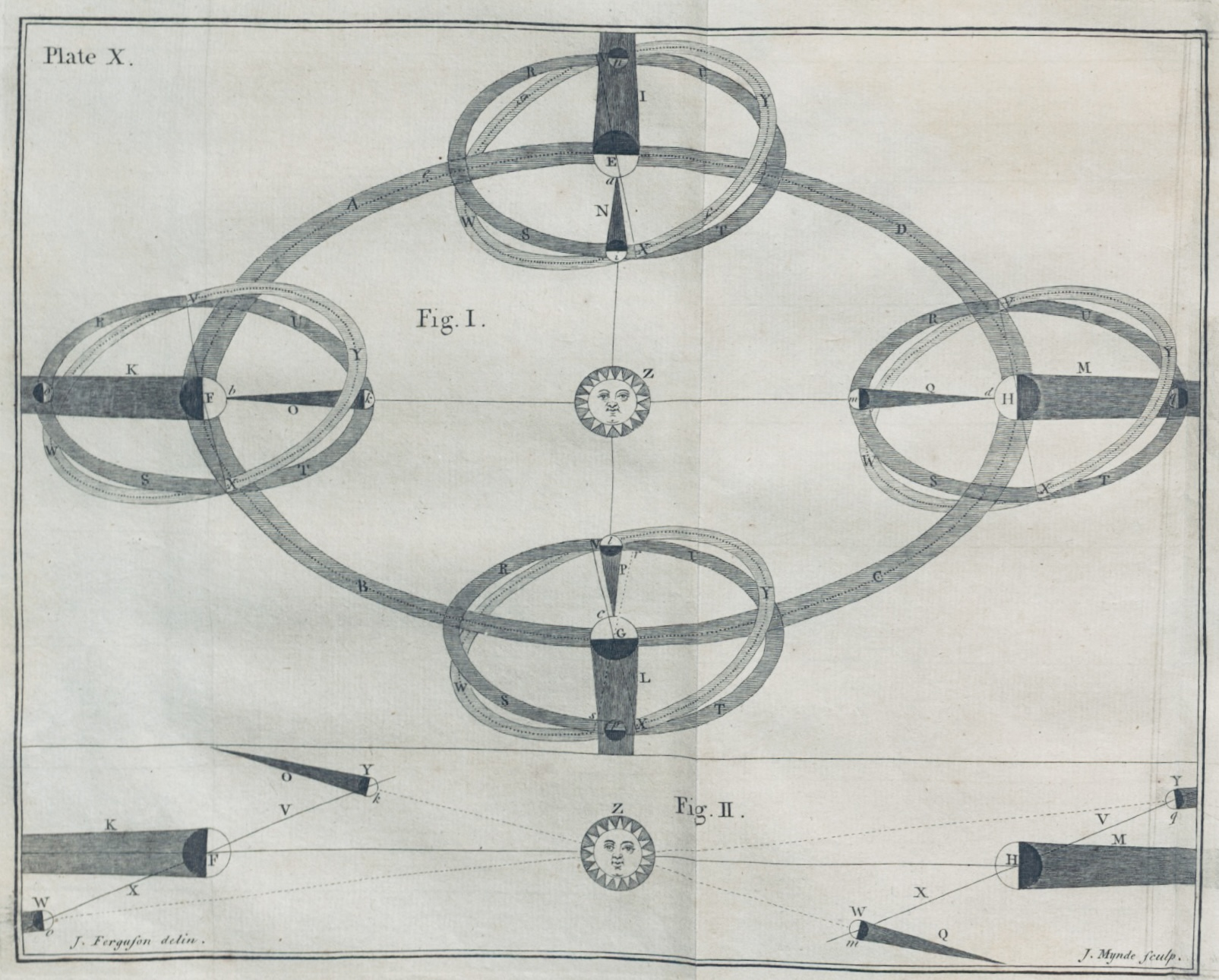
Малюнок Джеймса Фергюсона 1757 року, який показує нахил орбіти Місяця і цим пояснює, чому затемнення відбуваються лише кожні шість місяців, а не кожні два тижні

Сезон затемнень — це період, коли на Землі відбуваються затемнення, який повторюється приблизно кожні шість місяців. Сезон затемнень є результатом приблизного збереження орієнтації площини орбіти Місяця (нахиленої на 5 градусів до площини орбіти Землі), так само як пори року на Землі є результатом збереження орієнтації осі обертання Землі під час її руху навколо Сонця. Протягом сезону затемнень Сонце проходить через «місячні вузли» (лінію, за якою орбіта Місяця перетинається з площиною орбіти Землі), що може призвести до сонячного затемнення під час фази нового місяця і до місячного затемнення під час фази повного місяця.
Щороку відбуваються два (зрідка три) сезони затемнень, і кожен з них триває від 31 до 37 днів днів. Кожен сезон затемнень трапляється два або три затемнення. Під час сезону затемнень Місяць знаходиться на низькій екліптичній широті — менше приблизно 1,5° на північ або південь, — що дозволяє йому заходити в тінь чи півтінь Землі або відкидати свою тінь чи півтінь на Землю, призводячи до затемнень. Сезони затемнень мають відбуватися 38 разів протягом саросу (6585,3 днів).
Протягом кожного сезону затемнень відбуваються принаймні два затемнення — одне сонячне й одне місячне, у будь-якому порядку. Зрідка встигають відбутись три затемнення — сонячне, місячне і потім знову сонячне, або навпаки. Це пояснюється тим, що між повним і новим місяцем проходить близько 15 днів, і якщо затемнення відбувається на самому початку сезону, то часу вистачає ще на два затемнення.
Сезони затемнень відбуваються кожні 173,31 дні — трохи менше, ніж пів року, через прецесію орбіти Місяця. Якщо останнє затемнення сезону затемнень відбувається на самому початку календарного року, загалом протягом цього року може відбутись до семи затемнень, оскільки до кінця календарного року ще є час для двох повних сезонів затемнень, у кожному з яких може бути до трьох затемнень.
Тип кожного сонячного затемнення (повне, кільцеподібне чи гібридне) залежить від видимих розмірів Сонця та Місяця, які залежать від відстаней Сонця та Місяця від Землі. Ці відстані змінюються, тому що і Земля, і Місяць мають еліптичні орбіти.
Якби обидві орбіти були копланарними (тобто лежали в одній площині), то два затемнення відбувалися б кожного місяця (29,53 днів). Місячне затемнення відбувалося б кожного повного місяця, а сонячне затемнення — кожного нового місяця.